# Truckers Against Trafficking
Truckers Against Trafficking (TAT) es una organización no lucrativa que capacita a los camioneros a reconocer y denunciar los casos de trata de seres humanos. Esta organización nacional formada en Oklahoma, Estados Unidos en 2009 y enseña a conductores de camiones sobre los resultados del tráfico humano. TAT tiene su base en Colorado y su director ejecutivo es Kendis París
TAT produce materiales del antitráfico que son comúnmente vistos en todas partes de la industria de transporte.  Ello se han unido con las fuerzas de seguridad y las empresas de camiones para proporcionar la formación en la identificación del tráfico sexual, y algunas empresas requieren que sus conductores pasen por ello. Con sus esfuerzos, han liberado a cientos de víctimas de tráfico humano. Según el Centro de Recursos de Tráfico Humano Nacional, la mayoría de camioneros que denuncian incidentes aprendieron sobre ellos a través de TAT.
La organización inició una sociedad con Pilot Flying J en 2011 y la Asociación de Empresas de Transporte de Carga (Truckload Carriers Association) en 2013. En 2012, Personas contra el delito de trata de seres humanos, basada en Ontario, Canadá, fue inspirada por el TAT para iniciar TruckSTOP, una campaña que enseña a los conductores de camiones cómo identificar a las víctimas de trata humanas. TAT fue promocionado en "los camioneros mortales", un especial de televisión de 2013 del canal Investigation Discovery. Además en 2013, la fiscal general de Nevada Catherine Cortez Masto enalteció a TAT en un foro auspiciado por Propano de los Estados del Oeste (Western State Propane). En un desempeño exitoso del entrenamiento de TAT, un camionero llamó al 911 tras sospechar de una situación particular de tráfico humano, y su llamada precipitó el arresto y posterior condena de 31 traficantes, la liberación de 9 personas atrapadas en la industria del sexo, y la caída de una banda de crimen organizado que había estado activa en 13 estados de los Estados Unidos.